# Amagasaki
Amagasaki (jap. 尼崎市 Amagasaki-shi) – miasto w Japonii, na wyspie Honsiu, w prefekturze Hyōgo.
W mieście rozwinął się przemysł stoczniowy, elektrotechniczny, maszynowy, chemiczny, materiałów budowlanych oraz włókienniczy.

## Położenie
Miasto leży w zespole miejskim Osaki i jest portem nad Morzem Wewnętrznym. Graniczy z:
- Itami
- Nishinomiyą
- Toyonaką w prefekturze Osaka
- Osaką

## Miasta partnerskie
- Niemcy: Augsburg – od 1959
- Chiny: Anshan – od 1983